# 片山享
片山 享（かたやま りょう、1980年9月14日 - ）は、日本の俳優、映画監督。High endz（ハイエンド）所属。
福井県鯖江市出身。福井県立武生高等学校、順天堂大学スポーツ健康科学部卒業。

## 概要
実家は福井の名家であるが、それゆえの息苦しさを感じていたためいつしか俳優に憧れるようになり、上京を志す。
現MRO（北陸放送）のアナウンサーであり『恋のから騒ぎ』の12期生である白崎あゆみとは高校の先輩後輩であると、白崎のラジオ番組にゲスト出演した際に語っている。大学まで野球部に所属し、最速144km/hの投手であった。20歳のときに俳優養成所に通い始める。2003年に大学を卒業後、俳優活動を開始する。
地元福井県では地方誌である月刊URALAやZOUSSをはじめ、NHK福井放送局では片山享特集として番組が組まれた。2005年にはシンガーソングライターである実姉のナオリュウと現職鯖江市長である牧野百男に表敬訪問している。映画『ラストゲーム　最後の早慶戦』では、慶應義塾大学野球部主将の阪井隆信役を演じた。
2006年に片山と同郷である俳優の津田寛治がTV Bros.にて連載中のコラム「津田塾」にて、若手俳優として紹介され、津田の役作りのために一緒にSMクラブに訪れたと書かれている。
2008年7月号の月刊URALAでは、俳優になろうと思った具体的なきっかけはなく、物心ついた時からwanna beではなくwill be、すなわち「俳優になるもんだ」と思っていたと語っている。また、同誌同号にて俳優になるために直談判で直接制作会社などに売り込みに行っていたとも語っている。その時、突然1時間もの説教をくらったり、プロフィールを目の前で捨てられたりなどを経て、都会のど真ん中で叫んだという経歴を持つ。
2017年からは映画監督として活動をはじめ、2020年2月には池袋シネマ・ロサにて約1ヵ月に及ぶ異例の監督特集が組まれ、「名操縦士」「いっちょらい」「生きる、理屈」「つむぐ」「未来の唄」「轟音」以上監督作計6本が劇場公開されることになる。初長編映画「轟音」は北米最大の日本映画祭であるJAPANCUTSのコンペティション部門であるNEXTGENERATIONに選出された他、スペインのシッチェス映画祭ブリガドーン部門にも選出、またドイツ・ハンブルク日本映画祭、オーストリア・ジャパニュアル、セルビア・日本セルビア映画祭にも選出された。
自動車教習所の学科ムービーに出演している事でも有名である。
関西方面のごく一部地域ではあるが、『やーまん』という愛称で呼ばれている。

## 出演

### 映画
- 石井のおとうさんありがとう（2004年）
- 恋骨（2005年）
- お前、いつもの顔で笑うから泣いちまったよバカヤロー。（2005年） - 洋平 役
- 探偵事務所5（2005年、ネットシネマ） - ヤンキー 役
- TOY BOX〜箱の中にあるモノ〜（2005年、ネットシネマ） - 岡島憲郎 役
- DIVIDE（2006年） - 賢 役
- FILM MEMOIR「パス」（2006年、短編映画） - 大宮ヒロシ 役
- VISBLE（2006年、短編映画） - 亮平 役
- 俺は、君のためにこそ死ににいく（2007年） - 加持保 役
- そんなアリサは誰の彼女？（2007年、ネットシネマ） - マエサワ 役
- フローズンライフ（2007年） - 八城恭影 役
- ラストゲーム 最後の早慶戦（2008年） - 慶大野球部主将 阪井隆信 役
- 私とわたし（2008年、ネットシネマ） - 如月晋也 役
- シルエット Silhouette（2008年） - 白髪の弟役
- 空へ-救いの翼 RESCUE WINGS-（2008年）
- Dirty Heart（2009年） - 忍太 役
- いのちの山河〜日本の青空II〜（2009年） - 桜庭 役
- 誘拐ラプソディ（2010年）
- SHORT HOPE〜ささやかな願い〜（2010年） - 森山潤 役
- 2ちゃんねるの呪い（2010年） - 相川雄二 役
- 人生逆転ゲーム（2010年）
- つるしびな（2010年） - 成沢浩次 役
- ちょちょぎれ（2010年） - 津野田守 役
- 心霊写真部弐限目（2010年） - 竹中亮輔 役
- 携帯裏サイト（2010年） - 横溝隆史 役
- カタリヤ（2010年） - 岩下大輔 役
- HESOMORI -ヘソモリ-（2011年）
- ヤンキー女子高生5（2011年） - 大和 役
- ギャングスタ（2011年） - ルシファー 役
- 携帯彼女（2011年）
- 極悪人（2011年） - 滝沢 役
- SHINE（2012年）
- 僕等がいた（2012年） - 香川 役
- 鳥を見て!（2012年） - 弦太 役
- くそガキの告白（2012年） - カズヤ 役
- ブラックエンジェルズ2・3（2012年） - 錦 役
- おおかみこどもの雨と雪（2012年） - シノの父 役
- カタラズのまちで（2013年）
- アイドル怪談（2013年）
- スターティング オーバー（2013年） - 太郎 役
- フタリデツクル（2013年） - 紀内佑介 役
- 劇場版 隙間女（2014年）
- 連合の女（2014年）
- メタルカ（2014年）
- 東京伝説（2014年）
- マウント・ナビ（2014年） - 多田 役
- 夏前。おわり（2014年）
- 百円の恋（2014年）
- 優しさと泪と（2015年）
- いしゃ先生（2015年） - 伊藤英俊 役
- 燐寸少女 マッチショウジョ（2016年）
- ナグラチームが解散する日（2016年）
- DEVOTE（2016年）
- 夜、逃げる（2016年）
- 深夜カフェ（2016年）
- 22年目の告白 -私が殺人犯です-（2017年）
- レミングスの夏（2017年）
- 過ちスクランブル（2017年）
- リング・サイド・ストーリー（2017年）
- ナグラチームが解散する日（2017年） - 展覧会の客 役
- ゴーストマスク-傷-（2018年）
- ネバーエンディングジャーニー（2018年）
- 名前（2018年）
- 検察側の罪人（2018年）
- 七つの会議（2019年）
- 美しすぎる議員（2019年）
- １人のダンス（2019年）
- 地団駄（2019年）
- 轟音（2019年）
- 追い風（2019年）
- 未来の唄（2019年）
- 生きる、理屈（2020年）
- 劇場（2020年）
- まっぱだか（2021年）
- 灯せ（2021年）
- 吾輩は猫である！（2021年）
- わかりません（2022年）
- 夢半ば（2022年）
- いっちょらい（2023年）
- 風に立つ愛子さん（2023年）- ナレーション

### テレビドラマ
- それからの日々（2004年、テレビ朝日）- 大塚 役
- お母さん、もっと生きたかった（2004年 、TBS）- 月山 役
- オーダーメイド 第2話（2004年、NHK）- 会社員 役
- 連鎖怪談 第1、2話 （2005年、KBS京都）- 中沢進 役
- 『超』怖い話 第3話（2006年、KBS京都）- 池田 役
- 私が私であるために（2006年、日本テレビ）
- 三十万人からの奇跡〜二度目のハッピーバースディ〜（2008年、テレビ東京）
- 土曜ワイド劇場 弁護士・茜沢翔子の人生相談承ります!（2008年、テレビ朝日）
- ラストメール 第8話（2008年、BS朝日）- 今昔亭福耳 役
- 252 生存者あり episode.ZERO（2008年、日本テレビ）- 川村 役
- ミッドナイトホラーシアター（2011年、CSフジ）- 誠 役
- ゴーイングマイホーム（2012年、フジテレビ）- CMディレクター 役
- ルーズヴェルト・ゲーム（2014年、TBS）- 古城 役
- 博多ステイハングリー（2014年、TNC）- 館山 役
- トクソウ（2014年、WOWOW）- 井口の事務官 役
- リバースエッジ 大川端探偵社 第7話（2014年、テレビ東京）- 轟良太 役
- びったれ!!! 第10話（2015年、テレビ神奈川ほか）
- 天皇の料理番（2015年、TBS）- 小柳 役[2]
- 癒し屋キリコの約束 第23、24話（2015年、フジテレビ）- 黒木義徳 役
- デザイナーベイビー 第2、3話（2015年、NHK）
- 孤独のグルメ Season5 第7話（2015年11月14日、テレビ東京）- 中年男性客 役
- 日本のヴァイオリン王〜名古屋が生んだ世界のマエストロ 鈴木政吉物語〜（2016年2月14日、東海テレビ）- 鈴木六三郎 役
- わたしを離さないで 第9、10話（2016年、TBS）
- 女取調官4（2016年、TBS）- 野中雄喜 役
- THE LAST COP/ラストコップ 第1話（2016年、日本テレビ）- 強盗リーダー 役
- コック警部の晩餐会 第5話（2016年、TBS） - 笠原治 役
- CRISIS 公安機動捜査隊特捜班 第3話（2017年、フジテレビ）- 小森 役
- ぼくらの勇気 未満都市2017（2017年、日本テレビ）
- 脳にスマホが埋められた!（2017年、日本テレビ）- 大場 役
- 過ちスクランブル（2017年、フジテレビTWO）
- 監獄のお姫さま 第4話（2017年、TBS）
- 陸王 第10話（2017年、TBS）
- 都庁爆破!（2018年1月2日、TBS）
- スキャンダル専門弁護士 QUEEN 第3話（2019年、フジテレビ）- 間宮智也 役
- 盗まれた顔 第5話（2019年、WOWOW）
- 隠蔽捜査〜去就〜（2019年、TBS）
- ストロベリーナイト・サーガ 第1話（2019年、フジテレビ）- 滑川 役
- 向かいのバズる家族 第5話（2019年、日本テレビ）
- 福井発 地域ドラマ シューカツ屋（2020年、NHK BSプレミアム）- 隆司 役、福井言葉指導
- 今夜すきやきだよ 4話（2023年、テレビ東京）
- PJ 〜航空救難団〜 第2話（2025年5月01日、テレビ朝日） - カメラマン 役[3]

### 舞台
- 三人吉三〜東青春〜（2003年、明治座、作・演出：松村武）
- pride（2009年、シアターグリーン、作・演出：中津留章仁）- イイダ 役
- トラッシュマスターズ vol14『convention hazard 奇行遊戯』（2010年、下北沢駅前劇場、作・演出：中津留章仁）- 張啓示 役
- 中津留章仁Lovers vol2『灰色の彼方』（2010年、新宿タイニーアリス、作・演出：中津留章仁）- サガミ 役
- 中津留章仁Lovers vol4『黄色い叫び』（2011年、新宿タイニーアリス、作・演出：中津留章仁）- 山根 役
- トラッシュマスターズ vol15『背水の孤島』（2011年、笹塚ファクトリー、作・演出：中津留章仁）- 森村（兄弟）役（一人二役）
- トラッシュマスターズ vol16『狂おしき怠惰』（2012年、下北沢駅前劇場、作・演出：中津留章仁）- 行方 役
- トラッシュマスターズ vol17『背水の孤島』再演（2012年、本多劇場、作・演出：中津留章仁）- 森村（兄弟）役（一人二役）
- トラッシュマスターズ vol18『来訪者』（2012年、座・高円寺、作・演出：中津留章仁）- パク 役
- 角角ストロガのフ『ディストピア』（2013年、吉祥寺シアター、作・演出：角田ルミ）- 片山 役
- 『MY LIFE 〜今よりも、少しだけ高い場所へ〜』（2014年、笹塚ファクトリー、作・演出：藤原智之）- 藤堂マコト 役
- チーズtheater第2回本公演『美しいひと』（2016年、SPACE梟門、作・演出：戸田彬弘）- 真鍋仁 役
- チーズtheater第3回本公演『THE VOICE』（2017年、東京芸術劇場、作・演出：戸田彬弘）
- トラッシュマスターズ vol14『convention hazard 奇行遊戯』（2018年、上野ストアハウス、作・演出：中津留章仁）- 大和誉 役

### CM
- 日本郵政 贈る（蒼井さんと同僚）篇（2010年）
- ジョージア 男ですいません サマー篇　（2011年）
- アルファコーポレーション（2015年）
- panasonic アイロン ショートストーリー「母の想い、娘の想い」篇　（2015年）
- ブリヂストン 「プレイズ体験」男性 篇（2016年）
- 三井物産「First Motion」新卒採用 Episode1（2016年）
- USJ ドラゴンボールZ・ザ・リアル 4-D（2016年）
- JT「ひとつずつですが、未来へ。」分煙の取り組み篇（2016年）
- 時差Biz（2017年）
- ピジョン「パパチチしよう。Vol.2」～パパが変われば、ママも変わる～（2017年）
- ロート製薬（2017年）
- SBIマネープラザ（2017年）
- キャノン マーケティング ジャパン（2018年）
- ロッテ「EATMINT」（2018年 ）
- とりあえずHP ブランドムービー（2019年）
- センチュリー21 リースバック「ナビゲーター」篇（2019年）
- アクアクララ（2021年）
- ソフトバンク Chromebook（2023年）

### PV
- ナオリュウ「カメレオン」（2003年、mother record）
- ナオリュウ「恋のしっぽ」（2005年、midi creative）
- ナオリュウ「限りない夢と、」（2006年、midi creative）
- FREENOTE「ふたりをつなぐもの」（2009年、TOY'S FACTORY）
- Missing Link「サヨナラ feat.KURO（from HOME MADE 家族）」（2010年）
- T.O Featuring Priscilla Ventura ＆ Daniel Bourget「BURNING」（2017年）
- 大西洋平「漢の喧嘩 美しく」（2018年）

### ゲーム
- Black Rose Suspects
- 茜さすセカイでキミと詠う（新宮馬之助）
- 夢王国と眠れる100人の王子様（アンタレス[4]）
- アイドリッシュセブン
- ヴァルプルガの詩

### ドラマCD
- Photograph Journey（2014年）

### その他
- テクニカAV 教習所ビデオシリーズ（2009年）

## 監督

### 短編映画
- 上田の風：ふたりの先生（2017年、ドキュメンタリー映画）
- いっちょらい（2018年）
- 名操縦士（2018年）
- あなたの「映画」撮らせてください。（2018年）
- アンダンテ（2019年）
- つむぐ（2019年）
- 未来の唄（2019年）
- らん（2019年）
- 狂のぶ（2020年、「狂武蔵」スピンオフムービー）
- 巡る（2020年、「アートにエールを！」参加作品）

### 長編映画
- 轟音（2020年）
- 生きる、理屈（2020年）
- まっぱだか（2021年、安楽涼と共同監督）
- くもりのち晴れ（2021年）
- とどのつまり（2022年）
- わかりません（2022年）
- 道草（2022年）
- いっちょらい 長編版（2023年）

### 広告
- 京王れーるランド（2018年）
- コニカミノルタ（2018年）

### ミュージックビデオ
- ナオリュウ「限りない夢と、」
- ナオリュウ「ニセモノの歌」
- スリジエ「憧憬れロマンチック」
- otorindo「hello, goodbye」

### DVD
- もしも賢章が弾けたなら～おのカンタービレの軌跡～（2014年）- 監督・編集・声
- 雲水!珍道中（2014年）- 監督・編集

## 脚本

### 映画
- 1人のダンス（2018年、安楽涼監督）
- 地団駄（2019年、安楽涼監督）
- 追い風（2019年、安楽涼監督）
- 夢半ば（2022年、安楽涼監督）- 共同脚本
- END of DINOSAURS（2024年、Kako Annika Esashi監督）